# Fracas
Fracas lub Fracas Top Replicue – piłka futbolowa firmy Adidas, którą rozgrywano fazę pucharową turnieju mistrzostw Europy 2016 we Francji.

## Opis
Słowo "Fracas" wyraża emocje i napięcie związane z meczami fazy pucharowej, w której reprezentacje, które przegrają mecze, kończą udział w turnieju.
Piłka Fracas różni się od piłki Beau Jeu (piłki fazy grupowej mistrzostw Europy 2016) kolorystyką: jest biało-czarno-czerwona (co sprawa widoczność w trudnych warunkach pogodowych), ma bardziej chaotyczny design, a także została wykonana z solidnego TPU. Podobnie jak w piłce Beau Jeu została ulepszona zewnętrzna powłoka, pozwalająca na bardziej precyzyjne panowanie nad nią oraz lepszą jej widoczność w powietrzu.
Zarównia piłka Fracas, jak i piłka Beau Jeu była testowana przez gwiazdy piłki nożnej, takie jak m.in.: Gareth Bale, Iker Casillas.

## Parametry
- masa – 437 g
- obwód – 69 cm
- wysokość odbicia – 141 cm
- absorpcja wody – 0,2%